# Duel to the Death
Pour plus de détails, voir Fiche technique et Distribution.
Duel to the Death (生死決, Xian si jue) est un film hongkongais réalisé par Ching Siu-tung, sorti en 1983.

## Synopsis
Un duel est organisé pour déterminer qui des japonais et des chinois est le meilleur. Le meilleur représentant de chaque pays se dirige vers le lieu du combat, ignorant qu'un complot est organisé par plusieurs partis à cette occasion.

## Fiche technique
- Titre : Duel to the Death
- Titre original : 生死決, Xian si jue
- Réalisation : Ching Siu-tung
- Scénario : Ching Siu-tung et David Lai
- Pays d'origine : Hong Kong
- Format : Couleurs - 2,35:1 - Mono - 35 mm
- Genre : Wu Xia Pian
- Durée : 86 minutes
- Date de sortie : 1983

## Distribution
- Norman Chu : Hashimoto
- Damian Lau : Ching Wan
- Flora Cheung : Sheng Nan
- Eddy Ko : Kenji